# Sinharaja
Sinharaja je lesní rezervace u města Hatton na Srí Lance. Sinharajský deštný prales je jeden z posledních souvislejších lesních porostů na ostrově a poskytuje přirozené prostředí pro šelmy, jejichž přirozené prostředí na Srí Lance již takřka zaniklo. Nacházejí se na jihu Cejlonu, dle různých zdrojů je rozloha chráněného území je 88,64 km², respektive 85,64 km², což představuje přibližně 0,13% rozlohy celého státu. Pro své rostlinné i živočišné bohatství a vysokou míru endemismu je chráněné území od roku 1988 zapsán na Seznamu světového dědictví UNESCO.
Nadmořská výška se pohybuje od 300 m n. m. po 1170 m n. m. Leží v povodí řek Gin Ganga a Kalu Ganga. Průměrná roční teplota je 19 až 32 °C. Průměrný roční srážkový úhrn je 2500 mm/rok, mezi listopadem a lednem sem přicházejí monzuny od severovýchodu, mezi květnem a červencem od jihozápadu.
Ze zdejší fauny lze jmenovat např. endemické ptáky modravec srílanský, holub srílanský, kukačka srílanská, špaček srílanský, kraska srílanská, sojkovec šedohlavý, savce hulman rudolící, makak bandar, šakal obecný, kočka cejlonská, prase indické, muntžak jihoindický a kančil bělopruhý.
Nelegální činnosti jsou příčinnou ztráty lesního porostu. Nelegální těžba minerálů, požáry, rozvoj hydroenergetiky, výstavba cest způsobují degradaci habitatu. Známy jsou i případy nelegální těžby dřeva a lovu zvěře. Narůstající počty návštěvníků, rozvoj turismu a infrastruktury negativně ovlivňují sladkovodní ekosystémy. Negativně se projevuje i hnojení okolních polí a introdukce nepůvodních druhů flóry.

## Galerie

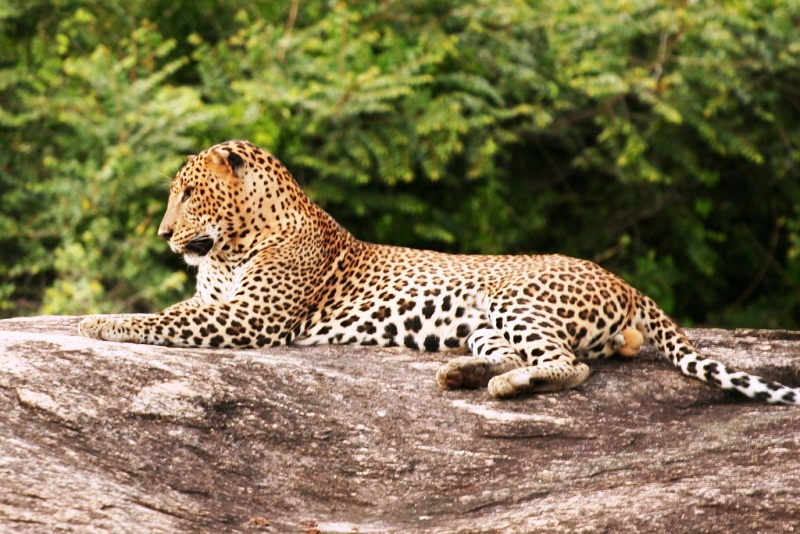
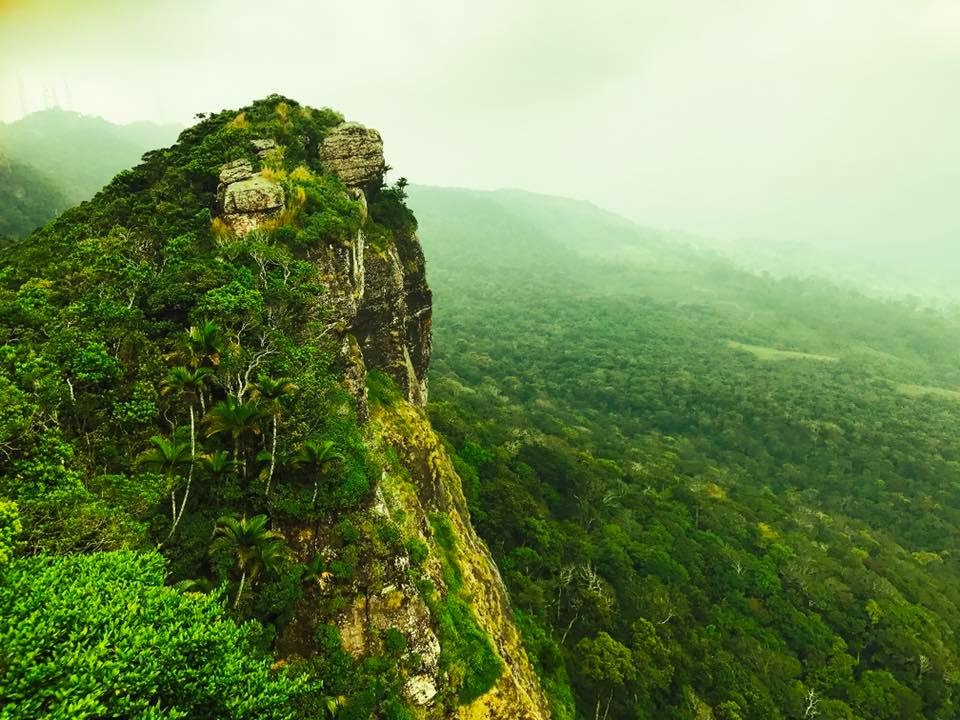
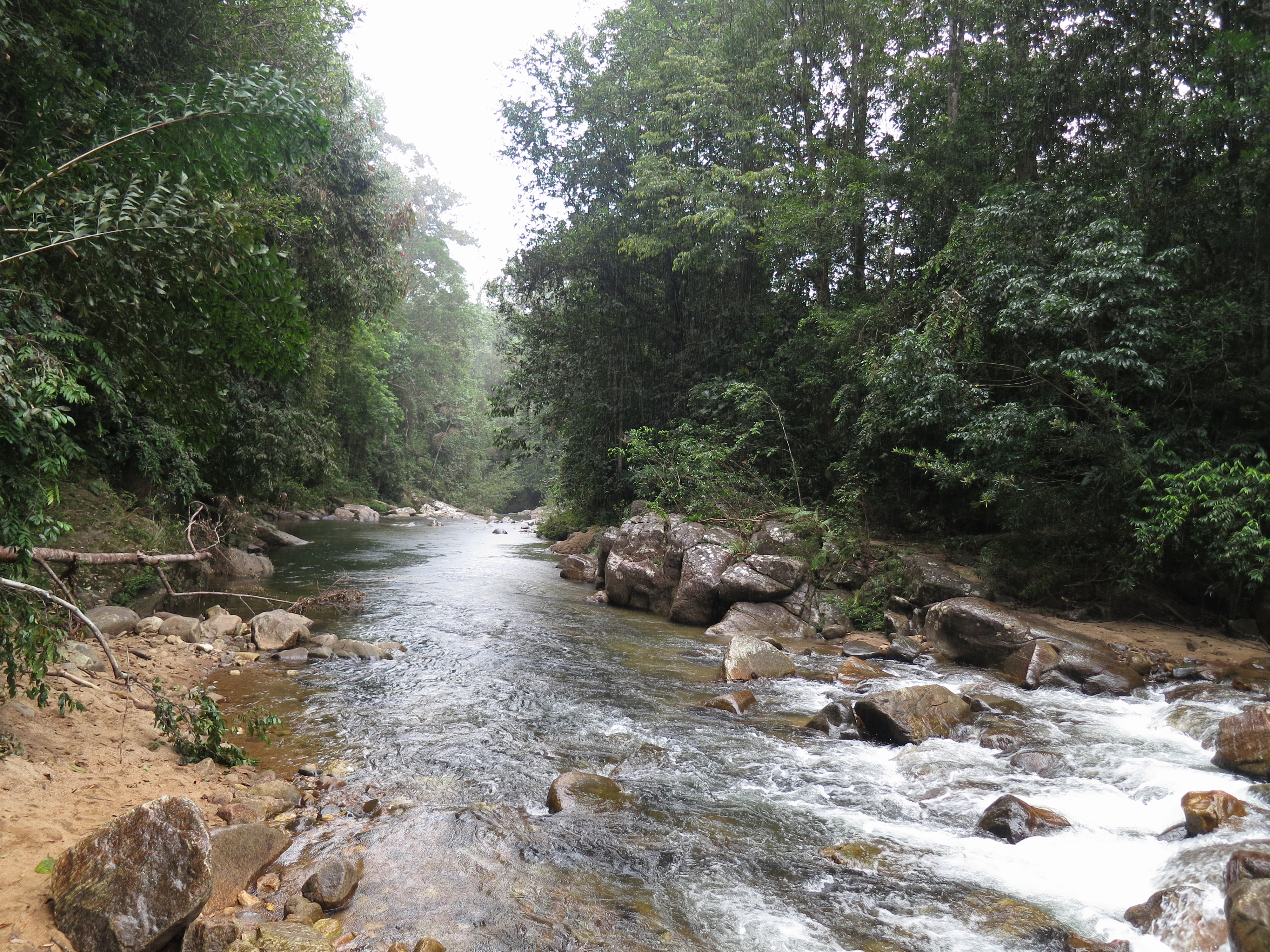
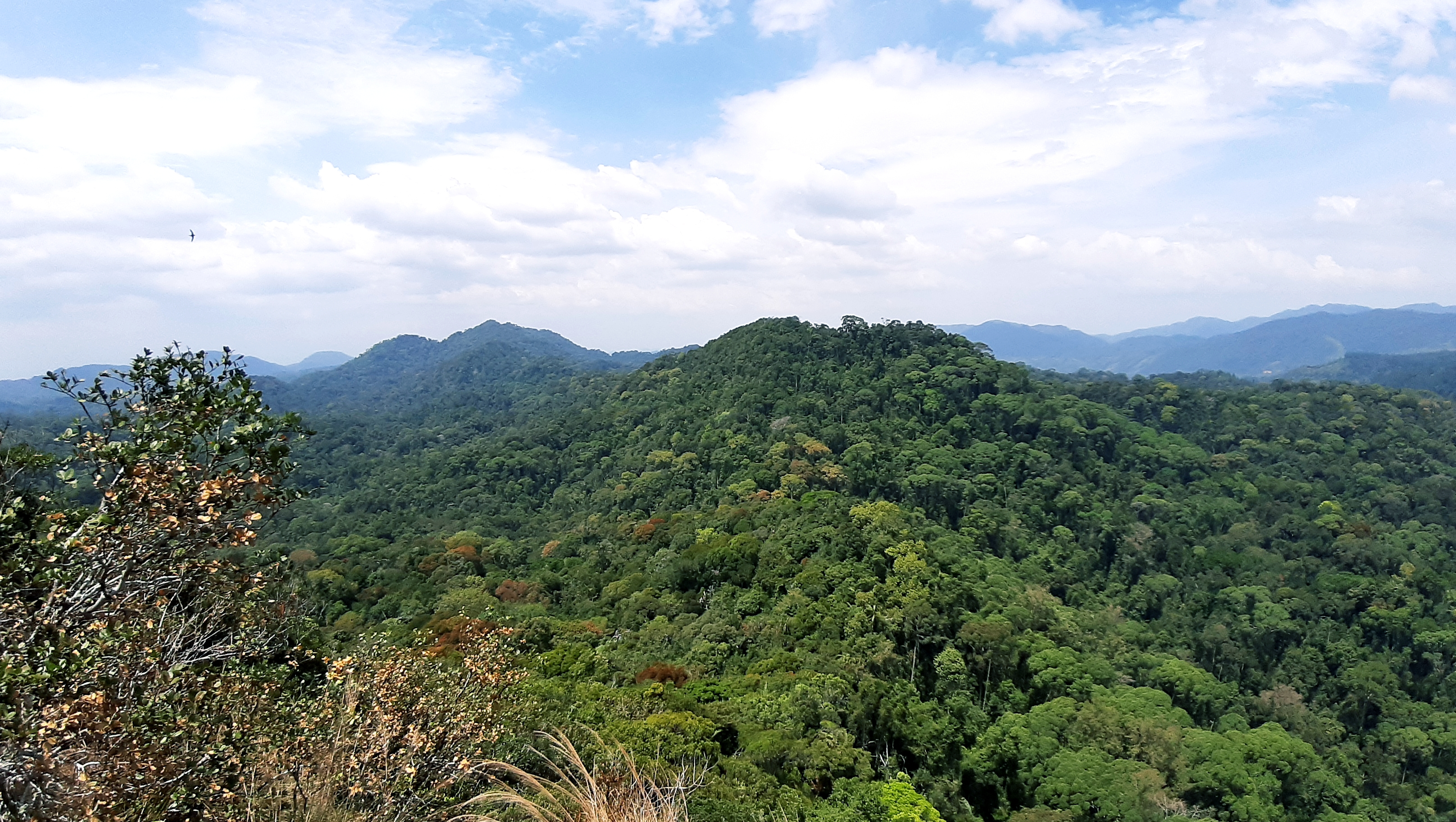